# Dunlop Sport

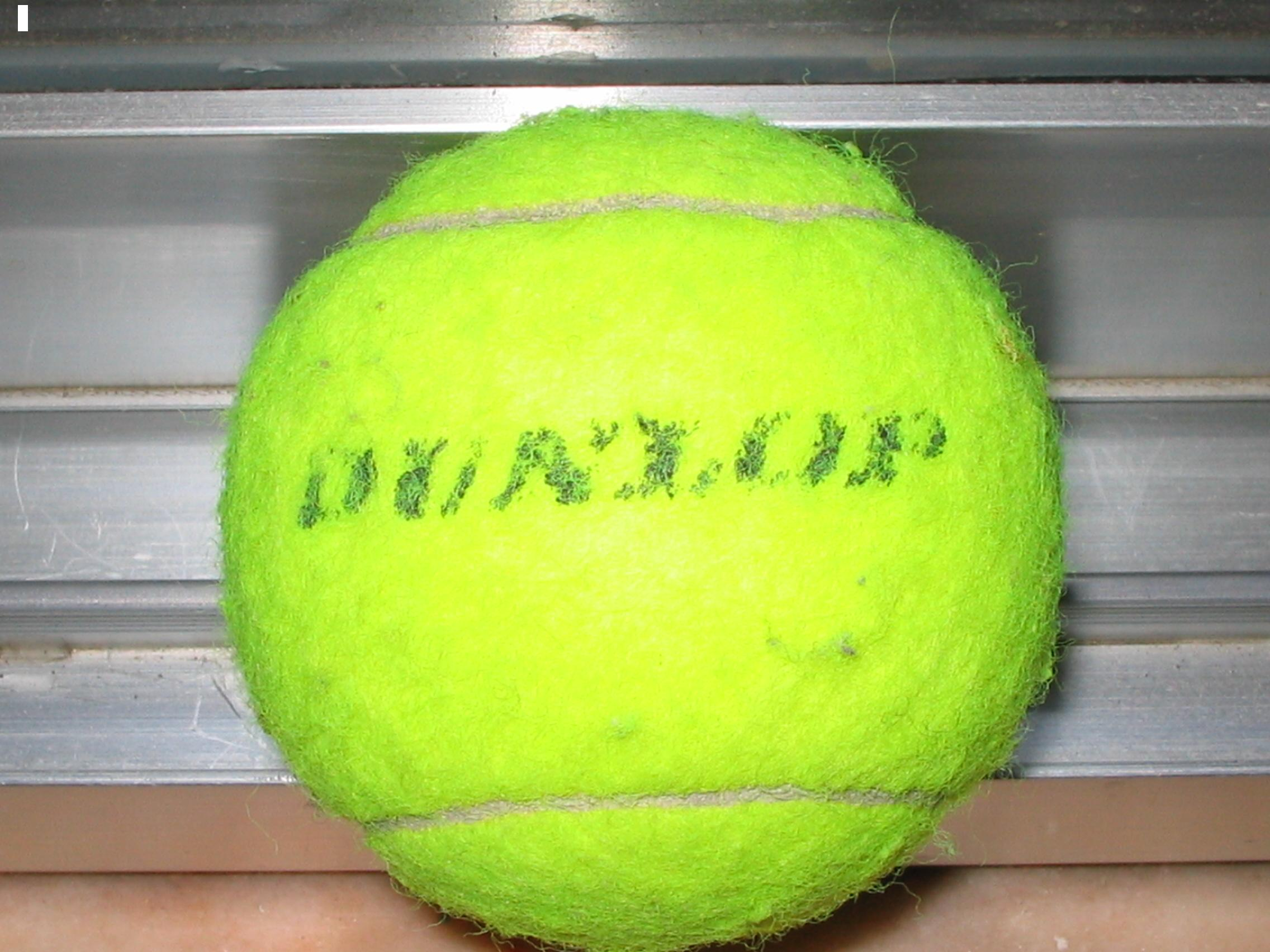
piłka Dunlop Sport

Dunlop Sport – brytyjski producent sprzętu sportowego. Marka posiada w swojej ofercie rakiety tenisowe, akcesoria do golfa oraz piłki do tenisa ziemnego. Jest własnością Sports Direct International.